# Lamborghini Murciélago R-GT
Chronologie des modèles (2003-2009)
Lamborghini Murciélago R-SV
La Lamborghini Murciélago R-GT est une automobile de compétition développée conjointement par Reiter Engineering, Audi et Lamborghini pour courir dans la catégorie GT1 de la Fédération Internationale de l'Automobile (FIA) et de l'Automobile Club de l'Ouest (ACO). Elle est dérivée de la Lamborghini Murciélago, d'où elle tire son nom. Elle est à ce jour la première et l'unique Lamborghini à avoir participé aux 24 Heures du Mans, de 2006 à 2010.

## Aspects techniques
La Lamborghini Murciélago R-GT est doté d'un moteur V12 atmosphérique développant une puissance d'environ 580 ch à environ 6 100 tr/min,. Contrairement à la version route, la R-GT ne possède pas de transmission intégrale, les règlements de la FIA et de l'ACO interdisant cette technologie.

## Histoire en compétition
La Murciélago R-GT est disponible à la vente pour la somme de 500 000 euros dès l'année 2004.
En 2006, la Lamborghini Murciélago R-GT du JLOC remporte les 1 000 kilomètres de Suzuka. La même année, le JLOC engage la Lamborghini aux 24 Heures du Mans, faisant de la Murciélago, la première Lamborghini à participer à la course sarthoise. La voiture abandonne sur ennui de transmission.